# Pojezierze Łęczyńsko-Włodawskie
Pojezierze Łęczyńsko-Włodawskie (845.16) – mezoregion fizycznogeograficzny we wschodniej Polsce, wchodzący w skład Polesia Zachodniego.
Granice równiny wyznaczają: Garb Włodawski na północy, dolina Bugu na wschodzie, Pagóry Chełmskie na południu, Wysoczyzna Lubartowska na zachodzie.

## Charakterystyka
Równina Łęczyńsko-Włodawska jest podmokła i zatorfiona i odznacza się licznymi zagłębieniami termokrasowymi i krasowymi. Stanowi ona największy w Polsce zespół łąkowy i wyjątkowe w skali Polski zgrupowanie jezior poza granicą ostatniego zlodowacenia. Ta kraina jezior, bagien i lasów charakteryzowała się przyrodą zachowaną w niezmienionym stanie do lat 70., kiedy podjęto próby melioracji i osuszania znacznej części terenów. Wzdłuż zachodnich granic Równiny Łęczyńsko-Włodawskiej ciągnie się pas skał karbońskich z węglem kamiennym (Lubelskie Zagłębie Węglowe).
Jeziora pochodzenia krasowego zajmują ponad 27 km² powierzchni. Nad takimi jeziorami jak: Bialskie, Białe Włodawskie, Maśluchowskie, Miejskie w Ostrowie Lubelskim, Piaseczno, Rotcze, Sumin istnieją bardzo dobre warunki do wypoczynku. Część jezior (jak Bikcze, Cisacin, Nadrybie) położonych jest w niedostępnych miejscach, otoczonych torfowiskami, bagnami i zaroślami. Niektóre, jak Brzeziczno i Orchowe stanowią rezerwaty przyrody. Inne, jak Dratów są włączone do systemu kanału Wieprz-Krzna.
Jeziora Łęczyńsko-Włodawskie, zwłaszcza ich część południowa, są terenem rekreacyjnym województwa lubelskiego. Znanym miejscem jest jezioro Białe Włodawskie, nad którym leży miejscowość wypoczynkowa Okuninka. Na Pojezierzu znajduje się utworzony w 1990 roku Poleski Park Narodowy.

## Wybrane jeziora
| Nazwa                    | Powierzchnia | Głębokość maksymalna |
| ------------------------ | ------------ | -------------------- |
| Bąbelek                  | 5,2 ha       | 5,2 m                |
| Białe Sosnowickie        | 144 ha       | 2,7 m                |
| Białe Włodawskie         | 106,4 ha     | 33,6 m               |
| Bialskie                 | 31,7 ha      | 18,2 m               |
| Brudno (jezioro)         | 42 ha        | 2,5 m                |
| Cycowe                   | 11,3 ha      | 4,1 m                |
| Dratów                   | 107 ha       | 2,5 m                |
| Glinki                   | 46,9 ha      | 8,8 m                |
| Gumienko                 | 8,1 ha       | 7,8 m                |
| Karaśne                  | 8,7 ha       | 0,8 m                |
| Kleszczów                | 53 ha        | 2,3 m                |
| Lipiec                   | 4,1 ha       | 7 m                  |
| Łukcze                   | 56,5 ha      | 8,9 m                |
| Łukie                    | 150 ha       | 6 m                  |
| Moszne                   | 17 ha        | 17 m                 |
| Orchowe                  | 8,42         | 1 m                  |
| Perespa                  | 24,3 ha      | 6,2                  |
| Piaseczno                | 86 ha        | 38,8 m               |
| Rogóźno                  | 57 ha        | 24,5 m               |
| Spólne                   | 110,3 ha     | 4,2 m                |
| Święte                   | 6 ha         | 9,6 m                |
| Tomaszne                 | 85,5 ha      | 3,1 m                |
| Uścimowiec (Uścimowskie) | 66 ha        | 4,4 m                |
| Uściwierz                | 284,1 ha     | 6,6 m                |
| Zagłębocze               | 59 ha        | 23,3 m               |
| Zienkowskie              | 7,6 ha       | 4,9 m                |